# Het verhaal van het jaar

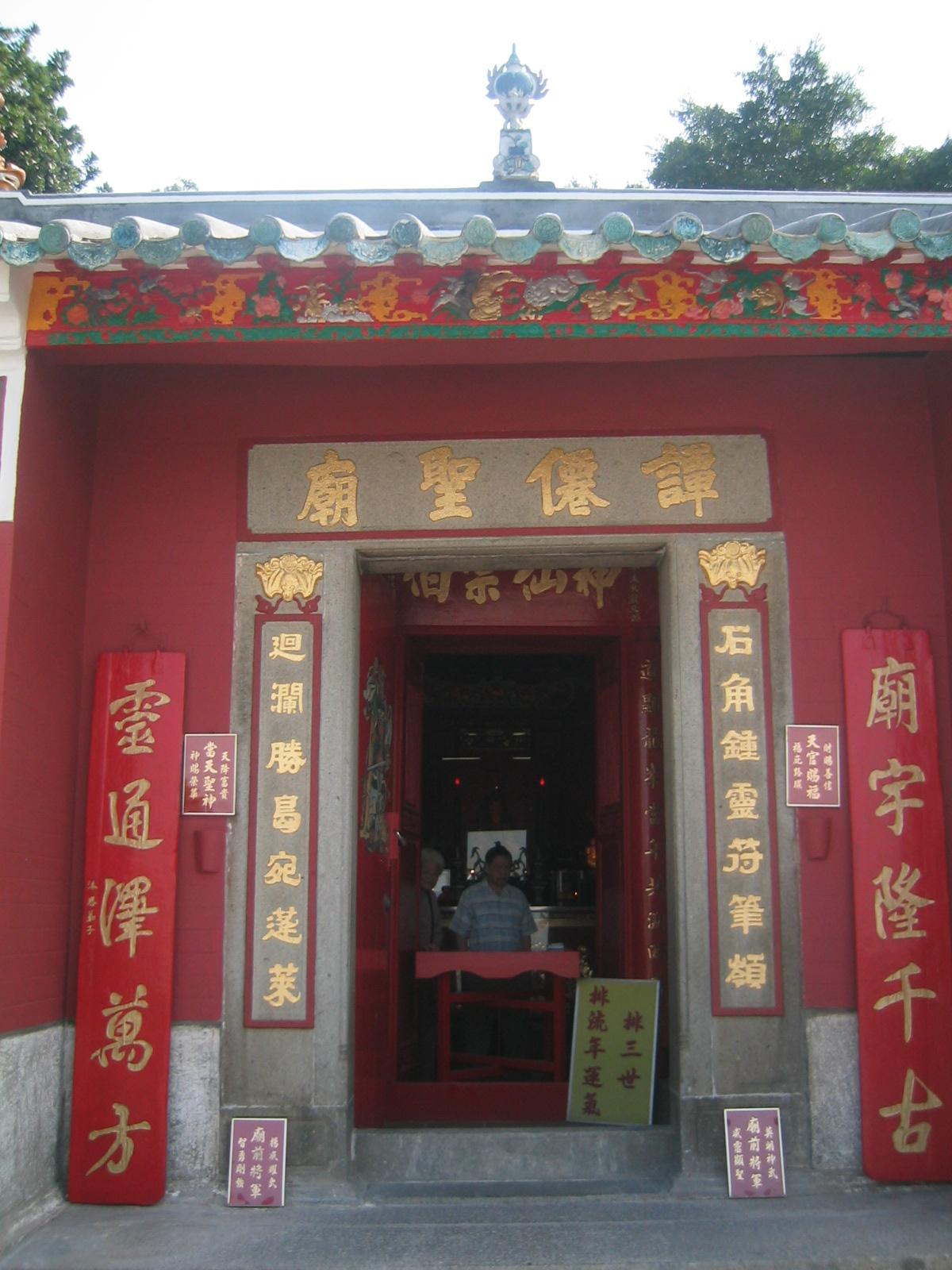
Versiering bij een deur tijdens Chinees nieuwjaar

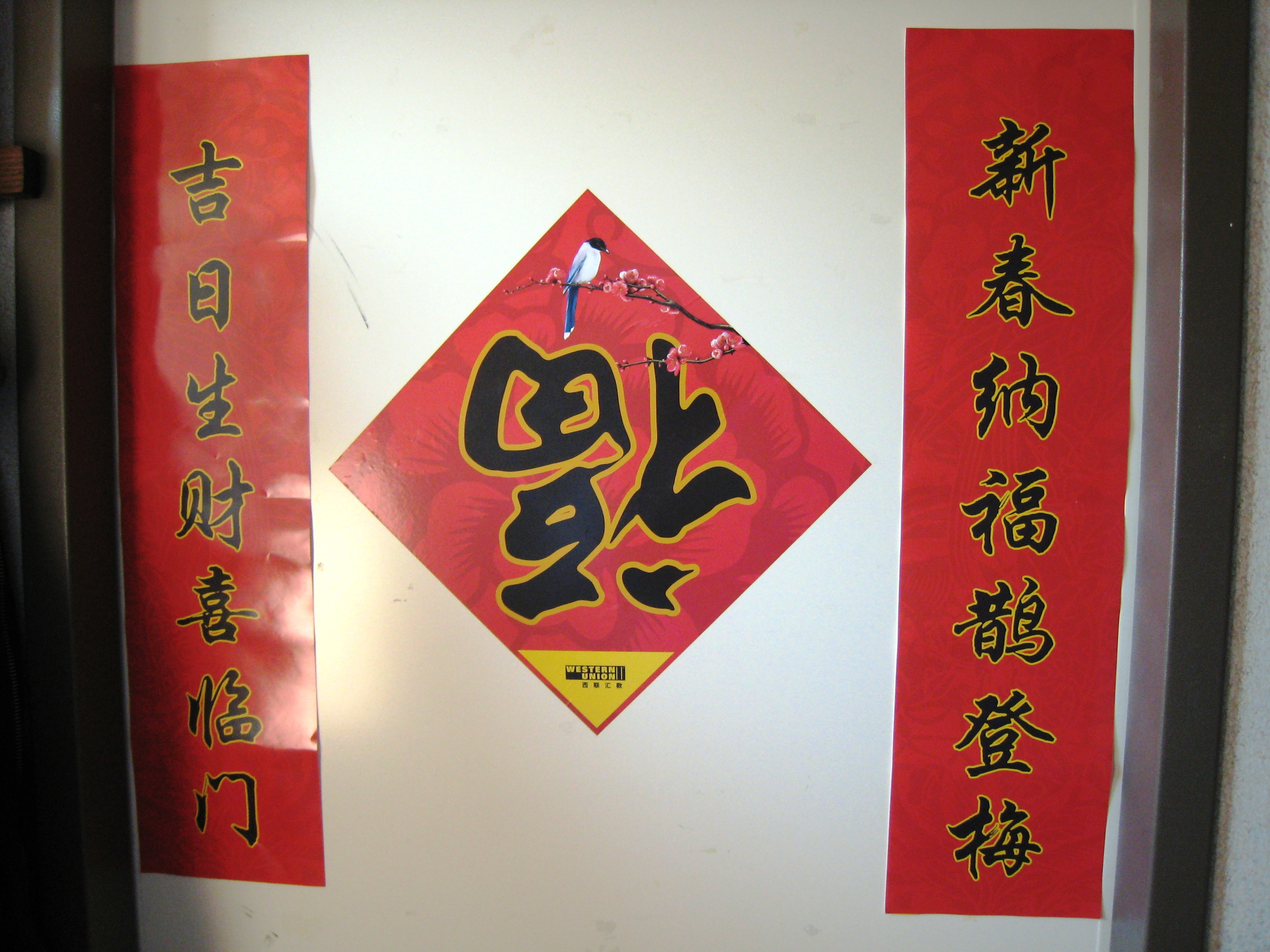
Versiering aan een deur tijdens Chinees nieuwjaar

Het verhaal van het jaar is een volksverhaal uit China.

## Het verhaal
De wereld werd bewoond door giftige slangen en wilde dieren. Er is ook het monster dat Jaar heette en dit monster kwam elke laatste dag van het jaar tevoorschijn. Het verslond mensen en de mensen willen een manier bedenken om af te rekenen met het Jaar. De Grote Maker bedenkt een manier en bezoekt het monster. Jaar is niet onder de indruk van de oude man met wit haar, witte wenkbrauwen en witte baard. De man vraagt of het Jaar de giftige python van de Madangberg verslinden kan. 
Het monster verslind de grote python in één hap en de Grote Maker vraagt het monster of hij de woeste leeuw op de Qilinberg verslinden kan. Het monster verslind de woeste leeuw, waarna de Grote Maker vraagt of het monster de gevaarlijke tijger van de Tijgerkopklif verslinden kan. Ook deze tijger wordt verslonden en de giftige pythons, de woeste leeuwen en gevaarlijke tijgers vluchtten uit de bewoonde wereld. Ze gingen naar woeste gebergten en oude wouden en zo gebruikte de Grote Maker het Jaar om van deze wezens af te komen.
Op de rug van het Jaar ging de Grote Maker naar de hemel, hij is een onsterfelijke. Bij zijn vertrek gaf hij de opdracht aan de mensen om elk jaar met Oudjaar stroken rood papier aan beide kanten van de huisdeur te plakken. Het Jaar kon zo niet ontglippen naar de wereld beneden om onheil te veroorzaken. Het Jaar is bang voor de kleur rood. Nog later schreven mensen hier zegenwensen op, dit werden de gepaarde coupletten. Op nieuwjaarsdag wenst men elkaar geluk, men is dankbaar dat men niet door het Jaar verslonden is. 

## Achtergronden
- Het verhaal komt uit Jiangsu en werd verteld door Huang Zongru.
- Zie ook Chinees nieuwjaar, duilian/chunlian en Ba Xian.